# Volkov Commander
A Volkov Commander (röviden VC) egy fájlkezelő DOS-ra, amelyet a Norton Commander ihletett. A Volkov Commander tisztán assembly nyelven íródott, ezért nagyon kicsi méretű (kevesebb mint 100 KB) és gyors.
A Volkov Commandert Vszevolod Vladiszlavovics Volkov, egy 1971-ben született ukrán programozó írta. A program stabil verziója shareware-ként jelenik meg. Elérhető egy előzetes verzió is, amelyet a weboldalon felváltva Alpha vagy Beta kiadásként említenek. A VC nyilvános arculatának webmestere a német Daniel R. Egner volt.

## 4-es verzió
A 4.05-ös verzió a Volkov Commander utolsó teljesen működőképes kiadása. Ez egy tiszta DOS alkalmazás, így nem támogatja a Windows 9x speciális funkcióit, mint például a hosszú fájlneveket. (Ettől eltekintve Windows 9x alatt is használható.) Az orosz nyelvű változat mellett létezik egy angol nyelvű is. A 4-es verzió shareware, és 30 napig ingyenesen kipróbálható.

## 4.99 verzió
Vsevolod Volkov dolgozott a programnak egy új, 5-ös verzióján (VC 5). Ez még mindig a fejlesztés fázisában van. Ez a frissítés Windows 9x / Windows NT vagy OS/2 környezetben működik. A VC 5 támogatja a hosszú fájlneveket, és képes az archívumokat (*.zip, *.arc, *.RAR stb.) úgy vizsgálni, mintha azok könyvtárak lennének. A legutóbbi frissítéskor az aktuális béta kiadás a 4.99.08 alpha verzió volt. A végleges kiadás legtöbb funkciója már elérhető. Bár tisztán DOS alkalmazásról van szó, az új program támogatja a Windows 95/98/NT néhány speciális funkcióját. A béta verzió (4.99.xx) természetesen ingyenesen kipróbálható, mert a fejlesztés ezen stádiumában még nem jelent teljes értékű programot.

## Jelenlegi terjesztés
A VC 4.99.08 az Ultimate Boot CD (UBCD) v3.4-ben található, az általános FreeDOS alapcsomag részeként.
A Volkov Commander benne van az NwDsk DOS hálózati indítólemezen is.